# Смолёвка бесстебельная
Смолёвка бесстебельная (лат. Silene acaulis) — многолетнее травянистое растение, вид рода Смолёвка (Silene) семейства Гвоздичные (Caryophyllaceae).

## Ботаническое описание
Одиночное многолетние растение — трава, формирующее «коврики» до 2 метров диаметром и до 20 сантиметров высотой. Стебли на уровне земли обильно разветвлённые, прямостоящие или восходящие, имеют смолистое покрытие.
Листья имеют супротивное расположение, по форме яйцевидные или яйцевидно-ланцетные. Цветки одно- или двудомные, в дихазиях, собранных в общие метельчатые или колосовидные соцветия, иногда — одиночные; чашечка спайнолистная; венчик белый, зеленоватый, розовый или пурпуровый, нередко с привенчиком; лепестков пять; завязь обычно с тремя столбиками.
Период цветения с мая по сентябрь. Продуцируют большое количество семян. Плод — трёхгнёздная коробочка. В 1 грамме до 2200 семян.
Скорость роста растения крайне мала — от 0,1 до 2 сантиметров в год.

## Распространение и экология
- Северная Америка (Гренландия, Канада, США);
- Европа (Албания, Австрия, Лихтенштейн, Великобритания, Болгария, Хорватия, Фарерские острова, Финляндия, Франция, Германия, Ирландия, Швейцария, Испания, Андорра, Исландия, Италия, бывшая Югославия, Норвегия, Польша, Румыния, Словакия, Швеция)
- Азия (Дальний Восток России).

Населяет арктическую и альпийскую тундры, гравийные часто влажные места, скалистые уступы.

## Значение и применение
Северными оленями не поедается.

## Галерея

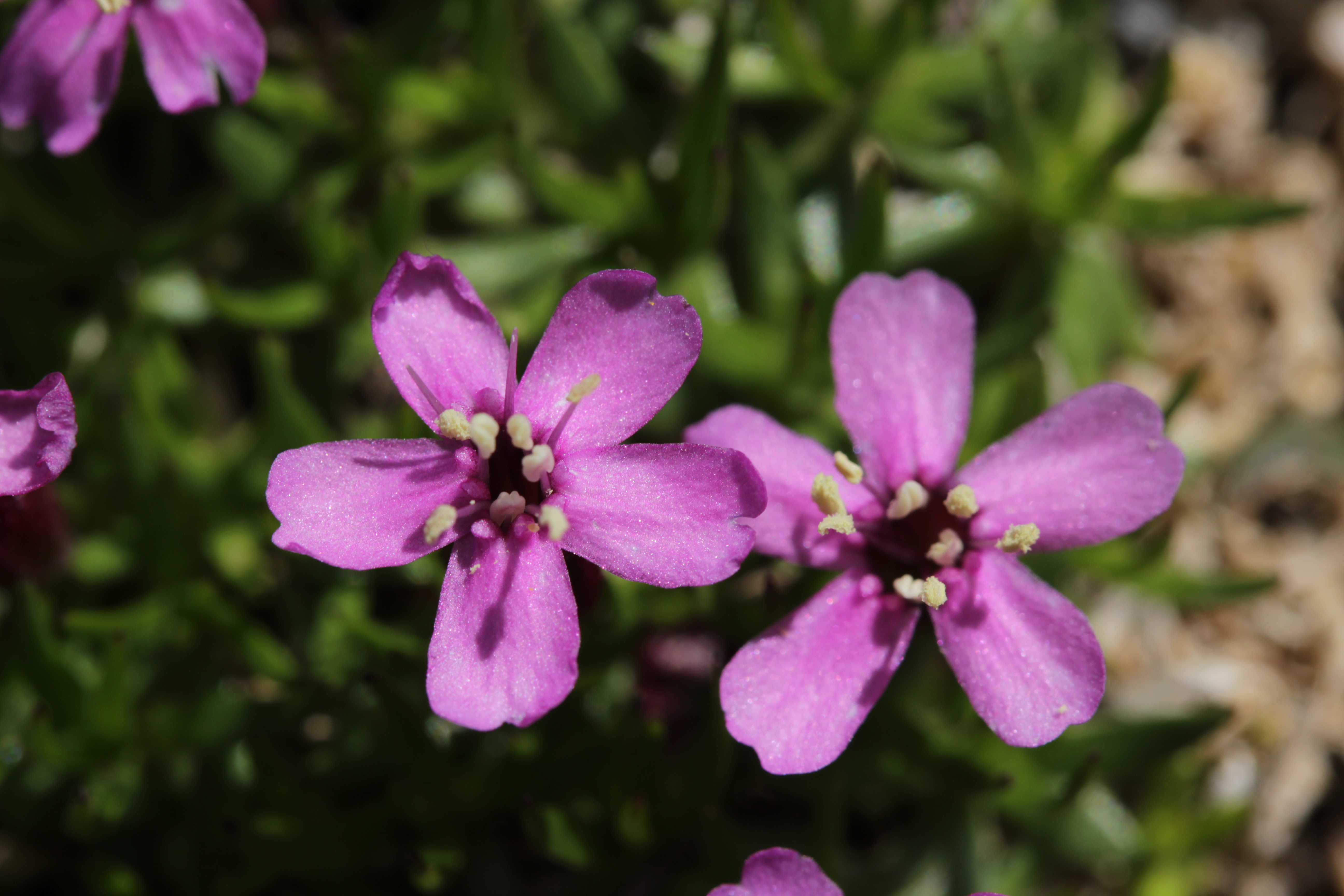
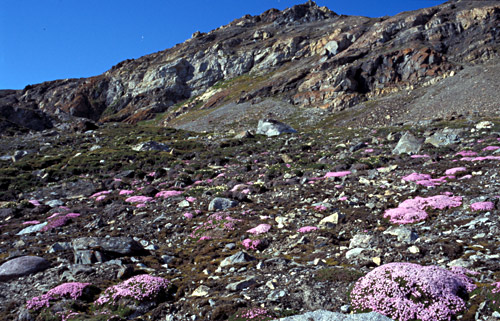
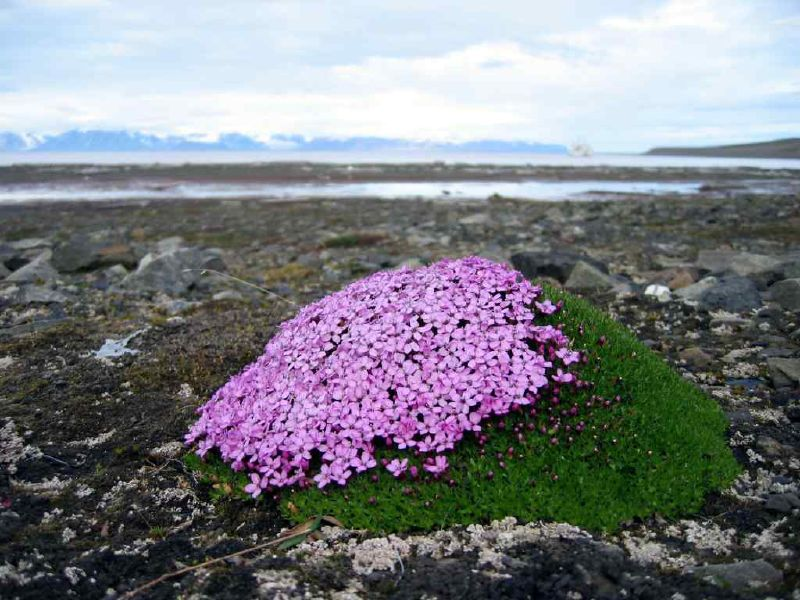